# Altica deserticola
Altica deserticola är en skalbaggsart som först beskrevs av Julius Weise 1889.  Altica deserticola ingår i släktet Altica, och familjen bladbaggar. Arten har ej påträffats i Sverige.